# Apoteksassistent
En apoteksassistent eller apotekstekniker er betegnelsen på en person, som har gennemført en teknisk erhvervsuddannelse, mesterlære eller praktisk oplæring i apoteks- eller sygehusapoteksregi. Apoteksteknikere arbejder under supervision af det farmaceutiske apotekspersonale (dvs. farmakonomer og farmaceuter).

## Apoteksteknikere/apoteksassistenter i Danmark
I Danmark blev den 3-årige apoteksassistentuddannelse oprettet i 1958 – som afløsning for den 3-årige apoteksmedhjælperuddannelse (exam.pharm.), der ophørte samme år. Uddannelsen til apoteksassistent blev desuden indført med det sigte at skulle afløse den daværende defektriceuddannelse, der ligeledes var en 3-årig erhvervsuddannelse (mesterlære) i apoteksregi. Defektriceuddannelsen var nemlig primært en butiks- og handelsrettet apoteksuddannelse, der ikke havde særlig meget medicinsk-farmaceutisk indhold – hvilket man med oprettelsen af apoteksassistentuddannelsen ønskede at kompensere for. Defektriceuddannelsen ophørte dog først i 1972.
Den danske erhvervsuddannelse til apoteksassistent blev nedlagt i 1998. Samme år oprettedes den 3-årige mellemlange videregående uddannelse til farmakonom (lægemiddelkyndig), som udbydes af Pharmakon – Danish College of Pharmacy Practice i Hillerød.

### Forskellen på apoteksassistentuddannelsen, farmakonomuddannelsen og farmaceutuddannelsen
Hovedfagene på apoteksassistentuddannelsen var kemi og farmaci (lægemiddelfremstilling) – hvilket klædte apoteksassistenten på til at kunne deltage i laboratoriemæssig produktion af medicin. På farmakonomuddannelsen indgår fagene kemi og farmaci også – men hovedvægten er lagt på fag som patologi (sygdomslære), farmakologi (lægemidlers farmakodynamik og farmakokinetik), klinisk farmaci, farmakoterapi (lægemidlers anvendelse), sundhedsfremme og sygdomsforebyggelse, ledelse, sundhedsøkonomi, medicinsk sociologi m.v.
Niveauet på de medicinsk-farmaceutiske fag på farmakonomuddannelsen er højt, hvilket klæder farmakonomen på til selvstændigt at kunne indgå som f.eks. sparringspartner over for læger, som underviser over for sundhedspersonale og som medicinsk-farmaceutisk rådgiver over for patienter. Denne store uddannelses- og kompetencemæssige overgang fra apoteksassistent til farmakonom skal ses i lyset af den radikale udvikling, som apotekssektoren i Danmark har gennemgået de sidste årtier, hvor farmacien (produktionen) stort set er forsvundet fra apotekerne og erstattet af den kliniske farmacis omfattende informations-, undervisnings- og sundhedsarbejde.
I dag er farmakonomuddannelsen den eneste videregående uddannelse i Danmark, som er direkte rettet mod beskæftigelse på apotek og sygehusapotek – og ca. 85% af alle danske farmakonomer arbejder i apoteks- og sygehusapotekssektoren. I modsætning til apoteksassistenterne (som arbejdede under supervision af en farmaceut) har farmakonomer selvstændig kompetence til samtlige arbejdsopgaver på apotek/sygehusapotek, ligesom de også er ansvarlige for den farmakologiske receptkontrol. Farmaceutuddannelsen er (med hovedfag som kemi og farmaci) hovedsageligt rettet mod specialiseret lægemiddeludvikling og -produktion i medicinalindustrien. (Under 15% af alle danske farmaceuter i dag arbejder på apotek, og tallet er stadig faldende – hvilket bl.a. skyldes, at produktionen af lægemidler efterhånden er så godt som forsvundet fra apotekerne og erstattet af klinisk farmaci.)

## Apoteksteknikere/apoteksassistenter i andre lande
På apoteker og sygehusapoteker i alle lande er det altid kun det farmaceutiske apotekspersonale med videregående uddannelser (dvs. farmakonomer og farmaceuter), som har selvstændig autorisation og er ansvarlige for den farmakologiske receptkontrol. Der er dog altid ansat en slags "apoteksteknikere" på apoteker og sygehusapoteker – hvoraf nogle har gennemført en egentlig erhvervsuddannelse eller mesterlære, mens andre kun har fået en intern oplæring på arbejdspladsen. Nedenfor følger en liste over de mest gængse stillingsbetegnelser for apoteksteknikere/apoteksassistenter i udvalgte lande.
Engelsktalende lande:
- Apotekstekniker, apoteksassistent (engelsk: pharmacy technician, pharmacy assistant) – 3-årig erhvervsuddannelse

Finland:
- Lægemiddeltekniker (finsk: lääketeknikko) – 3-årig erhvervsuddannelse
- Lægemiddelarbejder (finsk: lääketyöntekijä) – 1½-årig erhvervsuddannelse
- Teknisk apoteksassistent (finsk: tekninen apulainen) – 1-årig mesterlære på apotek

Island:
- Apotekstekniker – 3-årig erhvervsuddannelse
- Lægemiddelarbejder – 1½-årig erhvervsuddannelse

Nederland:
- Apoteksassistent (nederlandsk: apothekerassistent) – 3-årig erhvervsuddannelse
- Apoteksmedarbejder (nederlandsk: apotheekmedewerker) – 1½-årig erhvervsuddannelse

Norge:
- Apotekstekniker, farmacitekniker (norsk: apotektekniker, farmasitekniker) – 3-årig erhvervsuddannelse

Sverige:
- Apotekstekniker – 3-årig erhvervsuddannelse
- Apoteksassistent – 1-årig mesterlære på apotek

Tyskland:
- Apoteksteknisk assistent (tysk: Pharmazeutisch-technischer Assistent, PTA) – 2½-årig erhvervsuddannelse
- Apoteksbutikassistent (tysk: Pharmazeutisch-kaufmännischer Angestellter, PKA) – 3-årig erhvervsuddannelse
- Apotekshjælper (tysk: Apothekenhelfer, Apothekenhelferin) – 3-årig erhvervsuddannelse
- Apoteksfaglært arbejder (tysk: Apothekenfacharbeiter, Apothekenfacharbeiterin) – 3-årig erhvervsuddannelse
- Farmaciassistent (tysk: Pharmazeutische Assistent) – 1-årig mesterlære

## Eksterne kilder, links og henvisninger
- Bekendtgørelse om apoteker og apotekspersonale
- Artikel om apotekspersonale i Danmark og udland
- Farmakonomforeningen (farmakonomernes fagforening)
- Pharmadanmark (farmaceuternes fagforening)
- Danmarks Apotekerforening (apotekernes arbejdsgiverforening)
- Pharmakon – Danish College of Pharmacy Practice (uddannelsesinstitution for farmakonomuddannelsen) Arkiveret 4. maj 2010 hos  Wayback Machine
- Det Farmaceutiske Fakultet, Københavns Universitet (uddannelsesinstitution for farmaceutuddannelsen)